# Todo en el jardín
Todo en el jardín (Everything in the Garden) es una obra de teatro del estadounidense Edward Albee estrenada en 1967. Se trata de una adaptación de la obra homónima del británico Giles Cooper, de 1962.

## Argumento
Richard y Jenny son una joven pareja de enamorados, que con graves apuros económicos a causa de la adquisición del lujoso chalet en el que viven. La afable Mrs. Toothe propone a Jenny un negocio para salir de la situación, que no pueden rechazar. El dinero comienza a llegar y finalmente Richard descubre el origen, que no es otro que los ingresos de su esposa por prostitución.

## Representaciones destacadas
- Plymouth Theatre, Nueva York, 29 de noviembre de 1967. Estreno.
  - Dirección: Peter Glenville.
  - Intérpretes: Barry Nelson (Richard), Barbara Bel Geddes (Jenny), Beatrice Straight (Señora Turner), Robert Moore (Jack).

- Teatro Fígaro, Madrid, 1970.[1]
  - Dirección: José María Morera.
  - Adaptación: Conchita Montes
  - Intérpretes: Fernando Guillén (Richard), Gemma Cuervo (Jenny), Pilar Muñoz (Señora Turner), Carlos Mendy (Jack), Manolo de Benito, Cristina de Victoria, Ramón Reparaz, Lola Crespo, Raúl Sender, Mari Luz Olier, Juan Antonio Gálvez.

- Teatro Reina Victoria, Madrid, 2002.[2]
  - Dirección: Jaime Chávarri.
  - Intérpretes: Alberto Maneiro (Richard), Beatriz Santana (Jenny), María José Alfonso (Señora Turner), Conrado San Martín (Jack), Susana Martins, Carmen Arbex, Carles Moreu, Pedro Bea, Daniel Esparza.

## Adaptaciones para televisión
- Au théâtre ce soir, TF1, Francia, 1979. (Tout dans le jardin).
  - Intérpretes: Jean Desailly (Richard), Jany Holt, Évelyne Dassas, Jean Juillard, Philippe Brigaud, Henri Garcin, Michel Beaune, Nathalie Nerval, Simone Valère.

- Estudio 1, TVE, España, 1984.
  - Intérpretes: Ricardo Tundidor, María del Puy, María Luisa Ponte, Abel Folk, Marta Angelat, Pep Torrents.